# Rădoiești
Rădoiești è un comune della Romania di 2 338 abitanti, ubicato nel distretto di Teleorman, nella regione storica della Muntenia. 
Il comune è formato dall'unione di 3 villaggi: Cetatea, Rădoiești-Deal, Rădoiești-Vale.
La sede comunale è ubicata nell'abitato di Rădoiești-Vale.